# Constantine Maroulis
Constantine Maroulis (New Jersey, 17 settembre 1975) è un cantante e attore statunitense.
Ha esordito come cantante durante la quarta edizione del talent show statunitense American Idol, entrando poi a far parte del gruppo Pray for the Soul of Betty insieme ai quali ha pubblicato l'eponimo album nel 2005. 
Successivamente ha proseguito con la carriera come solista pubblicando il suo primo album come solista, Constantine, pubblicato con la sua etichetta discografica 6th Place Records. Parallelamente ha iniziato l'attività di attore di musical in titoli come Hedwig and the Angry Inch e Jesus Christ Superstar.

## Discografia

### Album in studio
- 2007 – Constantine (6th Place Records)
- 2020 – Until I'm Wanted (BMI)